# Garéoult
Garéoult (provenzalisch Gareut oder Garéut) ist eine französische Gemeinde mit 5.579 Einwohnern (Stand 1. Januar 2022) im Département Var in der Region Provence-Alpes-Côte d’Azur. Sie gehört zum Kanton Garéoult im Arrondissement Brignoles.

## Geografie
Die Ortschaft liegt in einer mittleren Höhe von 300 m im Tal der Issole, die den Ort quert, inmitten einer breiten, fruchtbaren Ebene die in ferner Vergangenheit den Boden eines Sees bildete. Auf dem Gebiet der Gemeinde Garéoult befinden sich die drei Quellen Saint Martin, Saint Médard und Clastre. Nordöstlich des von niedrigen Hügeln umgebenen Ortes liegt das ausgedehnte Waldgebiet des Bois communal de Garéoult. Teile des Gemeindegebietes gehören zum Regionalen Naturpark Sainte-Baume.

## Geschichte
Die Besiedelung des Gemeindegebietes in prähistorischer Zeit ist umstritten. Im Jahr 1988 wurden in der Gemarkung 90 Grabstätten entdeckt, die von einigen Forschern auf die Gallo-römische Epoche datiert werden, andere hingegen halten sie für wesentlich jünger und gehen davon aus, dass die Gräber aus dem Mittelalter stammen.
Im Jahr 1017 erscheint die Ortschaft unter dem Namen Guardilis in den Quellen. Sie gehörte zum Herrschaftsgebiet der Vicomtes von Marseille, später zur Abtei La Celle.

## Sehenswürdigkeiten
- Die ursprünglich im romanischen Stil gebaute Kirche stammt aus den Jahren 1045 bis 1048. Auf dem Kirchturm wurde Mitte des 19. Jahrhunderts ein provenzalisches Campanile errichtet. Die alte Kirche wurde damals teilweise abgerissen. Zum Neubau der Kirche wurden die Originalsteine aus dem Abriss verwendet.
- Um das Jahr 1500 wurde im Ortszentrum von Garéoult eine durch Tierkraft betriebene Ölmühle gebaut, deren Betrieb erst 1956 eingestellt wurde.
- Der älteste Dorfbrunnen, der Vierjahreszeitenbrunnen wurde vor 1745 errichtet.